# Nati nel 1909/Maggio
| Questa pagina contiene informazioni ricavate automaticamente dalle voci biografiche con l'ausilio del template Bio e di un bot. L'aggiornamento è periodico e automatico e ricostruisce completamente la pagina. Se manca una persona in questa lista, sei pregato di non aggiungerla, ma accertati piuttosto che la sua voce biografica contenga il template Bio e che i dati anagrafici siano correttamente compilati. Se il template Bio manca, inseriscilo tu stesso o, in alternativa, metti l'avviso {{tmp\|Bio}} che ne segnala la mancanza. Se i dati riportati sono sbagliati, correggi direttamente la voce biografica; le modifiche saranno visibili in questa lista entro pochi giorni. Per chiarimenti vedi il progetto biografie. La lista contiene solo le 141 persone che sono citate nell'enciclopedia e per le quali è stato implementato correttamente il template Bio. Pagina aggiornata al 10 ago 2025. |

- 1º maggio - Július Barč-Ivan, drammaturgo slovacco († 1953)
- 1º maggio - Vito Natale Labate, calciatore italiano († 1990)
- 1º maggio - Endel Puusepp, militare estone († 1996)
- 1º maggio - Ghiannis Ritsos, poeta greco († 1990)
- 2 maggio - Leonid Davidovič Lukov, regista cinematografico sovietico († 1963)
- 2 maggio - Rhoda Rennie, nuotatrice sudafricana († 1963)
- 2 maggio - Emmeline Snively, imprenditrice statunitense († 1975)
- 3 maggio - Luigi Bernasconi, saltatore con gli sci italiano († 1970)
- 3 maggio - Karl Gruber, ingegnere, diplomatico e politico austriaco († 1995)
- 4 maggio - Howard Da Silva, attore statunitense († 1986)
- 4 maggio - Il'ja Abramovič Kan, scacchista russo († 1978)
- 4 maggio - Denise Paulme, antropologa e africanista francese († 1998)
- 4 maggio - Ab Tresling, hockeista su prato olandese († 1980)
- 5 maggio - Mervyn Archdall Ellison, astronomo irlandese († 1963)
- 5 maggio - Miklós Radnóti, poeta ungherese († 1944)
- 5 maggio - Angelo Viel, carabiniere e patriota italiano († 1996)
- 6 maggio - Alfredo Bovet, ciclista su strada e pistard italiano († 1993)
- 6 maggio - Lew Christensen, ballerino, coreografo e direttore artistico statunitense († 1984)
- 6 maggio - Joan Fry, tennista britannica († 1985)
- 6 maggio - Giuseppe Gobetti, calciatore italiano († 1956)
- 6 maggio - Bruno Paradisi, giurista e storico italiano († 2000)
- 6 maggio - Lino Zanini, arcivescovo cattolico italiano († 1997)
- 7 maggio - Lou Dijkstra, pattinatore di velocità su ghiaccio olandese († 1964)
- 7 maggio - Antonio Escuriet, ciclista su strada spagnolo († 1998)
- 7 maggio - Vittorio Grilli, calciatore italiano
- 7 maggio - Edwin Land, inventore e imprenditore statunitense († 1991)
- 7 maggio - Dorothy Sunrise Lorentino, insegnante nativa americana († 2005)
- 7 maggio - Erich Metze, ciclista su strada e pistard tedesco († 1952)
- 8 maggio - Lennart Bernadotte, principe svedese († 2004)
- 8 maggio - Paul May, regista, sceneggiatore e produttore cinematografico tedesco († 1976)
- 8 maggio - Tabaré Quintans, cestista uruguaiano
- 9 maggio - Jean Biondi, politico francese († 1950)
- 9 maggio - Gordon Bunshaft, architetto statunitense († 1990)
- 9 maggio - James Hagerty, giornalista statunitense († 1981)
- 9 maggio - Eugenio Garin, filosofo e storico della filosofia italiano († 2004)
- 9 maggio - Abdul Magid Kubar, politico libico († 1988)
- 9 maggio - Frank Meyer, filosofo e politologo statunitense († 1972)
- 9 maggio - Kira Kirillovna Romanova, principessa russa († 1967)
- 10 maggio - Ignacio Agirrezabala, calciatore e imprenditore spagnolo († 1980)
- 10 maggio - Yoʻldosh Aʼzamov, attore, regista e drammaturgo sovietico († 1985)
- 10 maggio - Maybelle Carter, artista statunitense († 1978)
- 10 maggio - Reg Sutton, nuotatore e pallanuotista britannico († 1994)
- 10 maggio - Léon Van Gheem, pallanuotista belga († 1968)
- 11 maggio - René Bousquet, prefetto francese († 1993)
- 11 maggio - Gaetano Ragusa, calciatore brasiliano († 1978)
- 11 maggio - Nicolas Roudenko, attore francese († 1976)
- 11 maggio - George Roughton, calciatore e allenatore di calcio inglese († 1989)
- 11 maggio - Karel Růžička, bobbista cecoslovacco
- 11 maggio - Marcel Van Houtte, ciclista su strada e pistard belga († 2001)
- 12 maggio - Giuseppe Antonelli, calciatore italiano
- 12 maggio - Norma Smallwood, modella statunitense († 1966)
- 12 maggio - Jurij Osipovič Dombrovskij, scrittore russo († 1978)
- 12 maggio - Jean Filiol, criminale francese
- 12 maggio - Margaret Harshaw, mezzosoprano e soprano statunitense († 1997)
- 12 maggio - Mario Alberto Rollier, chimico, partigiano e politico italiano († 1980)
- 12 maggio - Pasquale Rotondi, storico dell'arte, funzionario e restauratore italiano († 1991)
- 13 maggio - Ken Darby, compositore statunitense († 1992)
- 13 maggio - Jany Holt, attrice rumena († 2005)
- 13 maggio - Heinrich Müller, allenatore di calcio e calciatore austriaco († 2000)
- 13 maggio - Dario Poggi, bobbista italiano († 1977)
- 13 maggio - Mino Steiner, avvocato italiano († 1945)
- 13 maggio - Tullio Vinay, pastore protestante, teologo e politico italiano († 1996)
- 14 maggio - Alberto Mantelli, musicologo e critico musicale italiano († 1967)
- 14 maggio - Pierre Marie Phạm Ngọc Chi, vescovo cattolico vietnamita († 1988)
- 14 maggio - Fëdor Andrianovič Poletaev, partigiano sovietico († 1945)
- 14 maggio - Godfrey Rampling, velocista britannico († 2009)
- 14 maggio - Giordano Roggero, calciatore italiano († 1981)
- 14 maggio - Leopold Roosemont, ciclista su strada belga († 1963)
- 14 maggio - Reno Strand, cestista e allenatore di pallacanestro statunitense († 1988)
- 15 maggio - Alf Engen, sciatore alpino statunitense († 1997)
- 15 maggio - James Mason, attore britannico († 1984)
- 15 maggio - Luigi Spanghero, calciatore e allenatore di calcio italiano († 1997)
- 16 maggio - Yehiel De-Nur, scrittore polacco († 2001)
- 16 maggio - František Kožík, scrittore ceco († 1997)
- 16 maggio - Giordano Picciga, calciatore italiano († 1969)
- 16 maggio - Margaret Sullavan, attrice statunitense († 1960)
- 16 maggio - Gigi Villoresi, pilota automobilistico italiano († 1997)
- 17 maggio - Giulio Carlo Argan, critico d'arte, storico dell'arte e politico italiano († 1992)
- 17 maggio - Guillermo Eizaguirre, allenatore di calcio e calciatore spagnolo († 1986)
- 17 maggio - Enzo Enriques Agnoletti, partigiano e politico italiano († 1986)
- 17 maggio - Julius Sumner Miller, fisico e personaggio televisivo statunitense († 1987)
- 17 maggio - Magda Schneider, attrice e soubrette tedesca († 1996)
- 17 maggio - Karl Schäfer, pattinatore artistico su ghiaccio e nuotatore austriaco († 1976)
- 17 maggio - Werner Widmayer, calciatore tedesco († 1942)
- 18 maggio - Vladimir Alekseevič Alatorcev, scacchista sovietico († 1987)
- 18 maggio - Harold Devine, pugile statunitense († 1998)
- 18 maggio - Otto Gold, pattinatore artistico su ghiaccio cecoslovacco († 1977)
- 18 maggio - Enrico Guicciardi, giurista e avvocato italiano († 1970)
- 18 maggio - Fred Perry, tennista, tennistavolista e imprenditore britannico († 1995)
- 18 maggio - Morten Pettersen, calciatore norvegese († 1982)
- 19 maggio - Dante Livio Bianco, avvocato e partigiano italiano († 1953)
- 19 maggio - Guglielmo Martucci, scrittore italiano († 1948)
- 19 maggio - Nicholas Winton, filantropo britannico († 2015)
- 20 maggio - Erich Kunz, baritono austriaco († 1995)
- 21 maggio - Bruno Braga, calciatore italiano
- 21 maggio - Maurice Buret, cavaliere francese († 2003)
- 21 maggio - Odd Hoel, calciatore norvegese († 1979)
- 21 maggio - Giulio Neri, basso italiano († 1958)
- 21 maggio - Víctor Unamuno, calciatore spagnolo († 1988)
- 21 maggio - Guy de Rothschild, banchiere francese († 2007)
- 22 maggio - Vittorio Emanuele Brusca, avvocato, saggista e dirigente sportivo italiano
- 22 maggio - Agustí Centelles i Ossó, fotoreporter spagnolo († 1985)
- 22 maggio - Margaret Mee, illustratrice, esploratrice e attivista britannica († 1988)
- 23 maggio - Hugh Edward Blair, artista e linguista statunitense († 1967)
- 23 maggio - Gustave Fonjallaz, bobbista svizzero († 1994)
- 23 maggio - William Sidney, militare e politico britannico († 1991)
- 23 maggio - René Truhaut, docente francese († 1994)
- 24 maggio - Guillermo Díaz-Plaja, saggista, poeta e critico letterario spagnolo († 1984)
- 24 maggio - Camillo Marinone, cestista italiano († 1942)
- 24 maggio - Ida Zoccarato, supercentenaria italiana († 2022)
- 25 maggio - Santo Bergamo, vescovo cattolico italiano († 1980)
- 25 maggio - Marie Menken, regista e pittrice statunitense († 1970)
- 25 maggio - Riccardo Roveda, militare e aviatore italiano († 1949)
- 25 maggio - Lucien Servanty, ingegnere aeronautico francese († 1973)
- 26 maggio - Giuseppe Brion, imprenditore italiano († 1968)
- 26 maggio - Matt Busby, calciatore e allenatore di calcio scozzese († 1994)
- 26 maggio - Prokop Franc, cestista cecoslovacco
- 26 maggio - Lucia Ripamonti, religiosa italiana († 1954)
- 26 maggio - Adolfo López Mateos, politico messicano († 1969)
- 26 maggio - Riccardo Orestano, giurista italiano († 1988)
- 26 maggio - Gaspard Rinaldi, ciclista su strada francese († 1978)
- 27 maggio - Guido Maria Casullo, vescovo cattolico italiano († 2004)
- 27 maggio - Don Finlay, ostacolista e velocista britannico († 1970)
- 27 maggio - Mary McAllister, attrice statunitense († 1991)
- 27 maggio - Juan Vicente Pérez Mora, supercentenario venezuelano († 2024)
- 27 maggio - Joseph Schauers, canottiere statunitense († 1987)
- 27 maggio - Donald Trumbull, effettista statunitense († 2004)
- 28 maggio - Don Turnbull, tennista australiano († 1994)
- 29 maggio - Mario Cipriani, ciclista su strada italiano († 1944)
- 29 maggio - Mario Gallo, calciatore italiano
- 29 maggio - William Richardson, calciatore inglese († 1959)
- 30 maggio - Norris Bradbury, fisico statunitense († 1997)
- 30 maggio - Jacques Canetti, produttore discografico e direttore artistico francese († 1997)
- 30 maggio - Freddie Frith, pilota motociclistico britannico († 1988)
- 30 maggio - Benny Goodman, clarinettista e compositore statunitense († 1986)
- 30 maggio - Hilde Rake, antifascista tedesca († 1943)
- 30 maggio - Luigi Solaini, ingegnere e matematico italiano († 1989)
- 31 maggio - Giovanni Palatucci, poliziotto italiano († 1945)
- 31 maggio - Nenne Sanguineti Poggi, artista, pittrice e giornalista italiana († 2012)
- 31 maggio - Joe Schleimer, lottatore canadese († 1988)
- 31 maggio - Thor Thorvaldsen, velista norvegese († 1987)